# Дочь д’Артаньяна
«Дочь д’Артаньяна» (фр. La Fille de d'Artagnan) — французский фильм режиссёра Бертрана Тавернье.

## Сюжет
История начинается осенью 1654 года на юге Франции. Элоиза живёт в небольшом монастыре, где её оставил на попечение монахинь её знаменитый отец. Кипучая энергия юной девушки ищет своего выхода. После того, как монастырь разорили неизвестные люди за то, что монахини спрятали беглого раба, Элоиза отправляется в Париж к своему отцу, чтобы с его помощью передать королю тайное предсмертное послание убитой настоятельницы.

## В ролях
| Актёр                 | Роль                           |
| --------------------- | ------------------------------ |
| Софи Марсо            | Элоиза                         |
| Филипп Нуаре          | Д’Артаньян                     |
| Клод Риш              | герцог де Крассак              |
| Жан-Люк Бидо          | Атос                           |
| Рауль Бийерей         | Портос                         |
| Сами Фрей             | Арамис                         |
| Шарлот Кади           | Эглантин де Рошфор             |
| Нильс Тавернье        | Кентен                         |
| Жан-Поль Русильон     | Планше                         |
| Джиджи Пройетти       | Мазарини                       |
| Стефан Легро          | король Людовик XIV             |
| Сильви Ван ден Эльзен | королева-мать Анна Австрийская |

## Места съёмок
Съёмки сцен фильма проходили в:
- Сарла-ла-Канеда — сад гробовых ниш, собор святого Сацердоса,
- Биронский замок,
- Замок Бейнак,
- Дворец Мезон-Лаффит,
- Шато Во-ле-Виконт,
- Португалии.